# El Encajonado
El Encajonado är en ort i Mexiko.   Den ligger i kommunen San Miguel Soyaltepec och delstaten Oaxaca, i den sydöstra delen av landet, 300 km öster om huvudstaden Mexico City. El Encajonado ligger 48 meter över havet och antalet invånare är 590.
Terrängen runt El Encajonado är kuperad åt sydväst, men åt nordost är den platt. Runt El Encajonado är det ganska tätbefolkat, med 78 invånare per kvadratkilometer. Närmaste större samhälle är Isla Soyaltepec, 11,0 km väster om El Encajonado. I omgivningarna runt El Encajonado växer i huvudsak städsegrön lövskog.